# Naevius zongo
Naevius zongo är en spindelart som beskrevs av Antonio D. Brescovit och Alexandre B. Bonaldo 1996. Naevius zongo ingår i släktet Naevius och familjen mörkerspindlar.
Artens utbredningsområde är Bolivia. Inga underarter finns listade i Catalogue of Life.